# Justicia comunitaria
La justicia comunitaria es una modalidad de administración de justicia que se constituye con el conjunto de instituciones y procedimientos mediante los cuales un grupo social tramita sus conflictos de manera acorde con su identidad, independientemente del sistema jurídico estatal (GORILA, 2012)..
Para que haya justicia comunitaria es necesario que haya administración de justicia y que haya comunidad. Si falta alguna de las dos, estaremos frente a otro tipo de situación. No será administración de justicia si se gestionan conflictos sin procedimientos y normas derivados del ámbito social específico. No contemplará la comunidad si el ámbito social en el que se inscribe la gestión no considera dinámicas de identidad y pertenencia. 
En Bolivia y algunos otros países andinos, se denomina justicia comunitaria a instituciones de derecho consuetudinario mediante las cuales se sancionan conductas que se entienden reprobables y se gestionan conflictos con capacidad regulativa en un ámbito social comunitario, sin la intervención del Estado ni su burocracia. 
Según Ermo Quisbert, la justicia comunitaria es un sistema autogestionado, dado que los propios participantes implantan las normas que se les aplican. Es además consensual, ya que no se rige por el principio de mayoría sino por el de consenso.
Vulgar y mediaticamente la justicia comunitaria se confunde con el linchamiento. El linchamiento no es justicia ni es comunitaria. No tiene procedimientos para la toma de decisión (administración de justicia) ni se soporta en las normas comunitarias. En realidad son actos contra la justicia comunitaria porque desconocen también la institucionalidad comunitaria para la administración de justicia.

## Características
Generalmente en la JUSTICIA COMUNITARIA, las partes se representan a sí mismas, lo que hace que se trate de un sistema no profesional, donde no intervienen profesionales del Derecho ni se exige un lenguaje jurídico del Estado. Tampoco participan las autoridades estatales. En algunos países, la justicia comunitaria admite una intervención excepcional orientada a equilibrar a las partes en conflicto. Éstas, por otra parte, no se consideran como individuos aislados, sino en relación con la comunidad y con el ambiente en que se presenta el problema.
Normalmente, la justicia comunitaria no tiende exclusivamente a la pena, sino que da importancia a la restitución del equilibrio y la reparación del daño.

## Relación entre justicia estatal y justicia comunitaria
La justicia comunitaria no debe comprenderse únicamente a partir de movimientos que se están adelantando alrededor de la transformación del Estado. Las comunidades no son un simple material sobre el que esculpen los actores externos a ellas. Ellas toman, al menos, uno de dos caminos para el establecimiento y sostenimiento de figuras de justicia comunitaria. De un lado, pueden desarrollar, con cierta autonomía, instituciones e instancias propias de gestión y regulación de los conflictos. Del otro, asumir, surtir y desarrollar, en su seno, figuras de administración de justicia creadas por el Estado para el manejo de un cierto rango de conflictos. Desde el lado del Estado se pueden apreciar dos tipos de movimientos frente a la justicia comunitaria: por un lado, el reconocimiento de ciertas figuras nacidas en las comunidades y la validación de sus actuaciones ante el sistema jurídico nacional. Y, por el otro, el establecimiento de ciertas instancias y procedimientos mediante los cuales las comunidades alcanzan decisiones válidas ante el sistema jurídico nacional.
Según Édgar Ardila, existen tres grandes modalidades de justicia comunitaria:

### Primera modalidad
Es aquella justicia comunitaria que es el resultado de una organización de la administración de justicia estatal, como los jueces de paz en varios países. Aunque las dinámicas comunitarias son definitivas en la viabilidad de esta modalidad, tales figuras constituyen una parte del sistema general de administración de justicia del Estado. Ello se evidencia en que normas y mecanismos de control estatal definen precisas competencias; unos procedimientos para constituir tal figura de administración de justicia; unos procedimientos mínimos para tramitar los conflictos y; aunque muy laxamente, un marco jurídico para la toma de decisiones (Santos, 1992; De La Torre, 2005). De acuerdo con los criterios de Ermo Quisbert, no podría considerarse una auténtica justicia comunitaria.

### Segunda modalidad
Se trata de ciertas dinámicas de justicia comunitaria que se desarrollan en comunidades, principalmente tradicionales (como las indígenas), a las que el Estado por expresa prescripción legal reviste de un estatus de validez ante el ordenamiento jurídico nacional. En tales casos, la ley estatal no las constituye sino que las reconoce. En consecuencia, son las dinámicas comunitarias, con figuras muy diversas no necesariamente reconocibles en leyes nacionales, las que definen el estatuto de existencia y funcionamiento de la figura, así como el marco normativo para la toma de decisiones. En esta modalidad de justicia, el sistema estatal define unas reglas de coordinación de la rama judicial con ellos.

### Tercera modalidad
La tercera modalidad son aquellas figuras de justicia comunitaria que germinan y se desarrollan en comunidades tradicionales (como la justicia gitana o marginales o perseguidas (como la justicia popular en Sudáfrica y que no alcanzan el reconocimiento o la validación por parte de la ley y las instituciones del Estado. En tales casos, la definición de las competencias, la implantación de las figuras de administración de justicia, sus métodos y mecanismos de trámite, así como el marco regulativo de las decisiones están bajo el resorte de la comunidad.

## Jurisdicción Indígena Originaria Campesina en Bolivia y su relación con la jurisdicción Ordinaria
Conforme el libro Teoría Constitucional y Nueva Constitución Política del Estado del constitucionalista boliviano Boris Wilson Arias López se tiene que el art. 304-I-8 de la Constitución del año 2009 al igual que el art. 171-III de la Constitución de 1967 reformada el año de 1994 subordinan la jurisdicción indígena originaria campesina a la: “…Constitución y la ley” lo que contrasta con el art. 410-II-3 de la CPE que establece el mismo rango jerárquico normativo entre la legislación nacional y la indígena originaria campesina; por lo que, bajo el principio de maximización de la autonomía indígena la única manera de entender el art. 304-I-8 de la Constitución es bajo el entendido de que la referida “ley” únicamente es la Ley de Deslinde Jurisdiccional invocada por el art. 191-II-3 de la propia Cosntitución de 2009.
Por otra parte, la jurisdicción indígena originaria campesina tiene su límite en su propia naturaleza así lógicamente al constituirse como un sistema jurídico con una estructura y procedimientos propios no abarca a la justicia por mano propia, al ajusticionamiento o linchamiento efectuada por una muchedumbre transitoria y eventual que además se constituye como un delito cuya investigación debería corresponder a la jurisdicción ordinaria.
Asimismo, el art. 190-II de la CPE establece que: “la jurisdicción indígena originaria campesina respeta el derecho a al vida, el derecho a la defensa y demás derechos y garantías establecidos en la presente constitución” que conforme al Bloque de Constitucionalidad del art. 410-II de la CPE alcanza a los derechos humanos. En este contexto, la limitación de la jurisdicción indígena originaria campesina por los derechos fundamentales y los derechos humanos encuentra su fundamento en la concepción de la función judicial “única” referido por el art. 179-I de la CPE evitando todo tipo de “apartheid jurídico” y fundamentando la “complementariedad” de los sistemas jurídicos bolivianos (compatibiliza la jurisdicción indígena originaria campesina y la jurisdicción ordinaria). Además; los derechos humanos son fruto del consenso de los pueblos del mundo, constituyéndose como un “derecho mínimo” (Bidart Campos) a respetarse por toda jurisdicción ordinaria o especial en razón a que permiten la legitimación de las decisiones jurisdiccionales a nivel interno e internacional.
Sin embargo, debe aclararse que incluso los derechos humanos deben aplicarse e interpretarse no únicamente a partir de cánones occidentales sino conforme a los “…principios, valores culturales, normas y procedimientos propios” (art.190-I de la CPE) de cada nación o pueblo indígena originario campesino (interpretación intercultural) sin desconocer su núcleo esencial que los hacen universales y sin perder de vista que amparados en una cultura o en un consenso social tampoco se puede encubrir prácticas discriminatorias a minorías como lo son las mujeres, los niños, etc.

## Linchamientos en Bolivia
En Bolivia se planteó un debate en torno a los linchamientos después de que fue reconocida la justicia comunitaria. Según los académicos de distintas regiones del mundo esos eventos no son justicia comunitaria. La ley en Bolivia tampoco reconoce los linchamientos, aunque se trata de una práctica muy utilizada en nombre de la justicia comunitaria. El politólogo Jorge Lazarte declaró al periódico Los Tiempos que era normal que los que defienden el reconocimiento de la justicia comunitaria aleguen que linchamientos y pena de muerte no son justicia comunitaria y agregó: "Lo curioso es que son los propios comunitarios quienes aseguran que es así cómo aplican su justicia" pero no precisa quiénes son esos "comunitarios" que hacen esas afirmaciones contrarias al derecho boliviano y a la teoría aceptada internacionalmente. No existen cifras precisas, pero en los últimos años se registraron varios linchamientos en Cochabamba, La Paz y Santa Cruz que. según datos del Defensor del Pueblo, fueron 57 durante 2007.